# Anna Tsuchiya
Anna Tsuchiya (土屋 アンナ Tsuchiya Anna?,  Tokio, Japón, 11 de marzo de 1984) es una cantante, modelo y actriz japonesa. Su nombre de pila es Anna Marie Heider Tsuchiya. Tsuchiya posee raíces ruso-estadounidenses por parte de su padre y japonesas por parte de su madre.

## Carrera
Su carrera como modelo inició en 1998 en la edición japonesa de la revista Seventeen cuando tenía 14 años de edad. Posteriormente trabajó en otras publicaciones similares de moda. Como modelo profesional participó en numerosos anuncios y shows de moda. En televisión fue la imagen de productos “SOMETHING” y “503” para la empresa EDWIN.
Su debut actoral fue en 2004 y ha participado en varias producciones como Kamikaze Girls, así como también Cha no Aji. Por su rol en Kamikaze Girls obtuvo ocho galardones, entre los que destaca el Premio a la actriz revelación de 2005, otorgado por los Premios de la Academia Japonesa. Al año siguiente también realizó su primer trabajo como actriz de doblaje, prestando su voz para versión japonesa de la película de Disney llamada Herbie: Fully Loaded en el papel principal de Maggie Peyton (interpretado originalmente por Lindsay Lohan). 
Su carrera musical comenzó al interior de la banda Spin Aqua, integrada por ella y el músico K.A.Z., y con la cual debutó el año 2002. La banda pasó ampliamente inadvertida hasta que Tsuchiya quedó embarazada y se casó con un modelo, lo que generó la disolución del proyecto musical. Su debut como cantante solista lo realizó en 2005 lanzando "Taste My Beat", su primer miniálbum lanzado bajo el sello Avex.
A inicio de 2006 lanzó su primer sencillo titulado "Change your life", y algunos meses más tarde el sencillo de doble cara A llamado "SLAP THAT NAUGHTY BODY/MY FATE", aparte de un álbum de remixes. Poco después interpretó el tema de apertura "Rose" del anime Nana y junto con la cantante Olivia. En la serie, basada en el manga homónimo de la autora Ai Yazawa, el personaje de Nana es la cantante de la banda ficticia Black Stones, y Tsuchiya se encargó de grabar las canciones que interpreta en la serie animada. Bajo el nombre de ANNA inspi NANA (Black Stones) lanzó el sencillo de "Rose", el cual se convirtió en su primer gran éxito, debutando en el puesto nº 6 de las listas musicales de sencillos de Oricon, y vendió más de 30 mil copias en su primera semana. Esto a su vez, le valió mayor exposición por fuera de Japón. Poco después lanzó su primer álbum original de estudio Strip me?, que debutó en el puesto nº11 de las listas y vendió más de 40 mil copias en total.
A inicio de 2007 se involucró en la película Dororo y Sakuran. En paralelo grabó "Kuroi Namida", tema de cierre de Nana. Lanzado en formato sencillo el 17 de enero, y bajo el nuevo nombre de ANNA TSUCHIYA inspi' NANA. Y poco menos de un mes más tarde dio a conocer su nuevo sencillo, "LUCY", también parte de la banda sonora del anime, y tercer tema de apertura. Para finalizar la serie, lanzó el álbum ANNA TSUCHIYA inspi’ NANA (BLACK STONES) con sencillos anteriores y canciones inéditas. Posteriormente colaboró con Olivia y publicaron en conjunto NANA BEST; ambas cantantes ofrecieron un concierto el 30 de marzo de 2007 en Shibuya-AX como cierre del anime.
Tras finalizar su trabajo en el anime, dejó el nombre de ANNA TSUCHIYA inspi' NANA (BLACK STONES) y lanzó el sencillo "BUBBLE TRIP / sweet sweet song" el 1 de agosto de 2007. Su carrera musical se mantuvo inactiva hasta el anuncio del sencillo "COCOON" el 1 de enero de 2008. Cinco meses después lanzó "CRAZY WORLD",  un sencillo de colaboración con la cantante Ai de Sony Music. Este año publicó su tercer álbum de estudio NUDY SHOW! el 29 de octubre. Previamente se había a dado a conocer el sencillo que lo integró "Virgin Cat" el 10 de septiembre.
Tras el lanzamiento de su sencillo veraniego "Brave Vibration" usado para la cadena ANESSA de Shiseido, en 2009, anunció en su blog que estaba embarazada de su actual marido y estilista personal, Yamato Kikuchi. El 26 de marzo dio a luz a su segundo hijo llamado Simba (también escrito como el proverbio japonés Shinba, que significa "el corazón y la pluma"). Tras su descanso, el 21 de julio de 2010 lanzó un nuevo sencillo "Atashi", y el 18 de agosto de 2010 lanzó el sencillo "Shout in the rain". El 22 de septiembre de 2010 lanzó su tercer álbum RULE.
En el año 2011, Tsuchiya sacó dos sencillos, "UNCHAINED GIRL", que incluía una versión de "Stayin' Alive" de los Bee Gees, y "Switch On!", canción utilizada como tema de apertura para la serie Kamen Rider Fourze, y que logró éxito comercial en Japón. 
A principios de 2012, Tsuchiya reunió doce de sus más famosas colaboraciones en un recopilatorio llamado 12 FLAVOR SONGS. En agosto lanzó el sencillo "Voyagers", tema principal de la película de Kamen Rider Fourze.
A principios de 2013 publicó "STEP INTO THE NEW WORLD!", sencillo colaboración con el grupo musical KISHIDAN. Este año Tsuchiya formó parte del elenco de la película RETURN, cuyo DVD se puso en venta a mediados de 2014.
En enero de 2014 debutó como actriz de doramas, dando vida a la científica Aki Yokokawa en el drama del canal TBS S -Saigo no Keikan-. En 2015 Tsuchiya formó parte del elenco protagonista de la película GONIN Saga, secuela de las películas GONIN. 
En cuanto a su carrera musical, en 2014 lanzó dos miniálbumes. Uno de ellos, Sugar Palm, salió a la venta el 11 de marzo para celebrar el 30 cumpleaños de la cantante, con tres canciones nuevas y versiones en acústico de algunos de sus éxitos. El segundo miniálbum se puso a la venta el 22 de octubre, bajo el nombre de LUCIFER. Este último será el primer lanzamiento para celebrar el 10.º aniversario de su carrera como cantante, y contiene dos nuevas canciones y tres reversiones de temas de su miniálbum debut Taste My Beat.

## Discografía

### Sencillos
1. "Change your life" (25 de enero de 2006)
2. "SLAP THAT NAUGHTY BODY/MY FATE" (23 de marzo de 2006)
3. "Rose" (28 de junio de 2006)
lanzado bajo el nombre de ANNA inspi’ NANA (BLACK STONES)
4. "Kuroi Namida 黒い涙" (17 de enero de 2007)
lanzado bajo el nombre de ANNA TSUCHIYA inspi’ NANA (BLACK STONES)
5. "LUCY" (7 de febrero de 2007)
lanzado bajo el nombre de ANNA TSUCHIYA inspi’ NANA (BLACK STONES)
6. "BUBBLE TRIP/sweet sweet song" (1 de agosto de 2007)
7. "Cocoon" (1 de enero de 2008)
8. "Crazy World" feat. Ai (11 de junio de 2008)
9. "Virgin Cat" (10 de septiembre de 2008)
10. "Brave Vibration" (1 de julio de 2009)
11. "Atashi" (21 de julio de 2010)
12. "Shout in the rain" (18 de agosto de 2010)
13. "Unchained Girl" (28 de septiembre de 2011)
14. "Switch On!" (23 de noviembre de 2011)
15. "Voyagers" (22 de agosto de 2012)
16. "STEP INTO THE NEW WORLD!" (17 de abril de 2013)

### Álbumes
1. Strip me? (2 de agosto de 2006) - #11 40.687 copias vendidas
2. Anna Tsuchiya Inspi' Nana (Black Stones) (28 de febrero de 2007)
lanzado bajo el nombre de ANNA TSUCHIYA inspi’ NANA (BLACK STONES)
3. NUDY SHOW! (29 de octubre de 2008)
4. Rule (22 de septiembre de 2010)

#### Miniálbumes
1. Taste My Beat (24 de agosto de 2005)
2. Sugar Palm (11 de marzo de 2014)
3. LUCIFER (22 de octubre de 2014)

### Compilaciones
- Taste My xxxremixxxxxxx!!!!!!!! Beat Life! (23 de marzo de 2006) - álbum de remixes
- NANA BEST (21 de marzo de 2007) lanzado bajo el nombre de ANNA TSUCHIYA inspi’ NANA (BLACK STONES)
- NUDY xxxremixxxxxxx!!!!!!!! SHOW! (11 de marzo de 2009) - álbum de remixes
- 12 FLAVOR SONGS ~BEST COLLABORATION~ (28 de marzo de 2012) - recopilatorio de colaboraciones

#### Otros
- A Tribute to Brian Jones / Varios (9 de agosto de 2006)
incluido tema "My dear".
- MARILYN IS A BUBBLE / FAKE? (22 de noviembre de 2006)

incluido tema "BUTTERFLY (DON’T LET MY SUN GO DOWN)"
- SOUL SESSIONS / Hotei Tomoyasu (6 de diciembre de 2006)

incluido tema "QUEEN OF THE ROCK", bajo el nombre de HOTEI vs. Tsuchiya Anna
- "GUILTY" - tema utilizado como tema de cierre en la película Resident Evil Degeneration.
- Believe in Love / Ravex (18 de febrero de 2009)

incluido tema "MEGA ravex feat. ANNA TSUCHIYA, BoA, DJ OZMA, LISA, MAKI GOTO, MONKEY MAJIK, TOHOSHINKI, TRF & YUKO ANDO"
- "Carry On" - tema utilizado como tema de cierre en la película Resident Evil: Damnation.
- THE LETTER - Hoobastak y ANNA - The Greatest Hits: Don't Touch My Moustache (Deluxe edition)

### DVD
- Anna³ (16 de junio de 2004), documental.
- ANNA TSUCHIYA 1st Live Tour BLOOD OF ROSES (10 de enero de 2007)

## Filmografía

### Películas
- Kamikaze Girls (2004)- Conocida también como Shimotsuma's Story y Shimotsuma Monogatari
- Cha no Aji (2004)
- Herbie: Fully Loaded (2005) - Doblaje en japonés
- Bashment (2005)
- Kiraware Matsuko no Isshô (2006)
- Sakuran (2006)
- Dororo (2007)
- Soreike! Anpanman: Fairy Rinrin's Secret (2008) - Voz de Rin-Rin
- Paco and the magical book (2008)
- HEAVEN'S DOOR (2009)
- Kamui, El Ninja Desertor (2009)
- Blue Pacific Stories (2009)
- Blue Pacific Stories Fish Bone (2010)
- Koitani Bashi (2011)
- G'mor evian! (2012)
- RETURN (2013)
- GONIN Saga (2015)

### Dramas
- Arbeit Eye ~Hyaku Man-nin no Hyouteki~ (2005)
- Dublin no Kane Tsuki Kabi Ningen (2005)
- S -Saigo no Keikan- (2014)